# 佐藤京
佐藤 京（さとう きょう、1997年11月21日 - ）は、日本の女優。秋田県出身。N・F・B所属。

## 経歴
特技はスノーボード・絵を描くこと・料理。趣味はドラム・茶道・音楽。

## 出演

### テレビドラマ
- ムショぼけ スピンオフ第1話（2021年、テレビ朝日）
- liar 第7話（2022年3月29日、毎日放送・TBS）
- Get Ready! 第3話（2023年1月22日、TBS） - リサ 役
- 正義の天秤 Season2 第3話（2023年5月20日、NHK総合） - 福井直美 役
- 六月のタイムマシン（2025年5月4日 - 6月29日、BS12 トゥエルビ） - 小林みどり 役[1]
- DOCTOR PRICE 第5話（2025年8月10日、読売テレビ・日本テレビ） - 昭栄総合病院受付 役

### 映画
- シュシュシュの娘（2021年、入江悠監督）
- 恋脳Experiment（2025年、岡田詩歌監督）[2]
- 札束と温泉（公開日未定、川上亮監督） - 越智遥 役[3]

### CM
- KFC「やっぱり月見はケンタ」篇
- 森永乳業PARM「クッキー&チョコレート味逆食レポ」篇（2020年）
- テレビ朝日系「報道ステーション」WEBCM（2021年）

### MV
- 映秀。「よるおきてあさねむる」

- Lenny code fiction「あなたがいなくなったら」

- Roomania「春風」（2022年）

### 雑誌
- CanCam（小学館）[4]

### その他
- 32代目 ミスあきたこまち